# Morsetbreen
Der Morsetbreen (norwegisch) ist ein rund 5 km langer Gletscher im ostantarktischen Königin-Maud-Land. In der Heimefrontfjella liegt er entlang der Westseite des Gebirgskamms Malmrusta im südwestlichen Teil der Sivorgfjella.
Wissenschaftler des Norwegischen Polarinstituts benannten ihn 1987 nach dem norwegischen Lehrer Peder Morset (1887–1943), einem Widerstandskämpfer gegen die deutsche Besetzung Norwegens im Zweiten Weltkrieg in Trondheim, der von der Gestapo verhaftet und am 19. Mai 1943 hingerichtet wurde.